# Battus belus
Battus belus is een vlinder uit de familie van de pages (Papilionidae). De wetenschappelijke naam van de soort is voor het eerst geldig gepubliceerd in 1777 door Pieter Cramer.

## Ondersoorten
- Battus belus belus
  - = Papilio numitor Cramer, 1777
  - = Papilio amulius Esper, 1792
  - = Papilio caburi Kaye, 1906
- Battus belus aureochloris Brown, 1994
- Battus belus belemus (Bates, 1864)
- Battus belus cochabamba (Weeks, 1901)
- Battus belus varus (Kollar, 1850)
  - = Papilio heteropterus Zikán, 1937